# شركة أبوظبي التنموية القابضة
شركة أبوظبي التنموية القابضة (ش.م.ع) Abu Dhabi Developmental Holding Company PJSC، التي تحمل العلامة التجارية ADQ منذ عام 2020، هي أحد صناديق الثروة السيادية في أبوظبي. تم تأسيسها في عام 2018 ككيان مملوك للدولة منخفض المستوى نسبياً، وأطلق عليه اختصار ADDH في ذلك الوقت.
منذ تغيير علامتها التجارية في عام 2020، برزت كمستثمر عالمي رئيسي. عام 2023 كان ضمن أكبر 10 صناديق سيادية في العالم من حيث حجم الاستثمارات. من عام 2021 أصبح رئيسها الشيخ طحنون بن زايد آل نهيان. اعتبارًا من أواخر عام 2023، كان لدى الشركة إجمالي أصول بقيمة 159 مليار دولار.

## تاريخها
بين عامي 2019 - 2020 نقلت حكومة أبوظبي إلى شركة أبوظبي التنموية القابضة حصصها في عدد من الشركات التابعة لها منها:
- شركة توفور 54
- شركة أبوظبي للطاقة
- شركة أبوظبي للخدمات الصحية
- شركة ضمان للتأمين الصحي
- مجموعة موانئ أبوظبي
- الاتحاد للقطارات
- شركة أبوظبي للمطارات
- مركز أبوظبي الوطني للمعارض
- مؤسسة المناطق الحرة
- شركة أبوظبي للإعلام
- شركة أبوظبي لخدمات الصرف الصحي
- شركة إيمج نيشن
- شركة الجرافات البحرية الوطنية
- شركة مياه وكهرباء الإمارات
- الشركة القابضة العامة - (صناعات)
- سوق أبوظبي للأوراق المالية
- مؤسسة الإمارات للطاقة النووية
- الاتحاد للطيران نهاية عام 2022 [5]

### التطوير
عام 2020 أيضًا، أنشأت الشركة ويز للطيران، وهو مشروع مشترك مملوك للأغلبية مع ويز للطيران. أيضًا استحوذت على 20% من أسهم مجموعة لولو الدولية للبيع بالتجزئة في نفس العام، و50% في شركة الظاهرة الزراعية، و 22% في شركة أرامكس، وحصة كبيرة في شركة لويس دريفوس.

### رأس الحكمة
عام 2024 وقعت شركة أبوظبي التنموية القابضة والحكومة المصرية صفقة لاستثمار 35 مليار دولار في تطوير رأس الحكمة على ساحل البحر الأبيض المتوسط في مصر. وتمنح الصفقة الحق لها في تطوير 130 مليون متر2 من الأراضي، وهي أكبر صفقة استثمار أجنبي في تاريخ مصر.

## القطاعات الرئيسية
تشمل القطاعات الأساسية للشركة القابضة:
- الطاقة والمرافق
- الأغذية والزراعة
- الرعاية الصحية وعلوم الحياة
- النقل والخدمات اللوجيستية
- الخدمات المالية
- السياحة والترفيه والعقارات
- التصنيع المستدام

## أنظر أيضًا
- القابضة إيه دي كيو
- صندوق الثروة السيادي
- جهاز أبوظبي للاستثمار
- مبادلة
- جهاز قطر للاستثمار
- جهاز الإمارات للاستثمار

## روابط خارجية
- الموقع الرسمي